# Cantón de Dreux-Este
El cantón de Dreux-Este era una división administrativa francesa, que estaba situada en el departamento de Eure y Loir y la región de Centro-Valle de Loira.

## Composición
El cantón estaba formado por nueve comunas, más una fracción de la comuna que le daba su nombre:
- Charpont
- Chérisy
- Dreux (fracción)
- Écluzelles
- Germainville
- La Chapelle-Forainvilliers
- Luray
- Mézières-en-Drouais
- Ouerre
- Sainte-Gemme-Moronval

## Supresión del cantón de Dreux-Este
En aplicación del Decreto nº 2014-231 de 24 de febrero de 2014, el cantón de Dreux-Este fue suprimido el 22 de marzo de 2015 y sus 10 comunas pasaron a formar parte; seis del nuevo cantón de Dreux-2, tres del nuevo cantón de Anet y la fracción de la comuna que le daba su nombre se unió con las demás para que, por medio de una reestructuración cantonal, fueran creados los nuevos cantones de Dreux-1 y Dreux-2.